# Station Pakosławice
Station Pakosławice is een spoorwegstation in de Poolse plaats Pakosławice.